# Norbert Röttgen
Norbert Röttgen (ur. 2 lipca 1965 w Meckenheim) – niemiecki polityk i prawnik, działacz Unii Chrześcijańsko-Demokratycznej (CDU), deputowany do Bundestagu, w latach 2009–2012 minister środowiska, ochrony przyrody i bezpieczeństwa reaktorów.

## Życiorys
W 1984 ukończył szkołę średnią, a w 1989 studia prawnicze na Uniwersytecie w Bonn. W 1989 i 1993 zdał państwowe egzaminy prawnicze I oraz II stopnia. W 1993 podjął praktykę w zawodzie adwokata w Kolonii. Doktoryzował się w zakresie prawa w 2001.
W 1982 przystąpił do Unii Chrześcijańsko-Demokratycznej, w latach 1992–1996 był przewodniczącym jej organizacji młodzieżowej Junge Union w Nadrenii Północnej-Westfalii. Powoływany w skład władz regionalnych CDU, od 2001 do 2009 był przewodniczącym BACDJ, afiliowanej przy CDU organizacji zrzeszającej prawników.
W 1994 uzyskał po raz pierwszy mandat posła do Bundestagu (w okręgu Rhein-Sieg). Z powodzeniem ubiegał się o reelekcję w wyborach w 1998, 2002, 2005 i 2009. Pełnił obowiązki rzecznika klubu poselskiego CDU/CSU ds. prawnych (2002–2005), następnie był sekretarzem tej frakcji.
W październiku 2009 objął obowiązki ministra środowiska, ochrony przyrody i bezpieczeństwa reaktorów w drugim rządzie Angeli Merkel. W 2010 został przewodniczącym CDU w Nadrenii Północnej-Westfalii i wiceprzewodniczącym struktur federalnych partii. Po porażce chadeków w wyborach do landtagu, w których był kandydatem CDU na premiera, w maju 2012 został odwołany z funkcji ministra. W konsekwencji tej porażki ustąpił również z funkcji partyjnych.
W wyborach w 2013 po raz szósty z rzędu został wybrany do Bundestagu, w którym objął funkcję przewodniczącego komisji spraw zagranicznych. Mandat w federalnym parlamencie utrzymywał również w 2017, 2021 i 2025.
W styczniu 2021 bez powodzenia ubiegał się o przywództwo w CDU. W grudniu 2021 kolejny raz ubiegał się o funkcję przewodniczącego partii; w przeprowadzonym wówczas plebiscycie wśród członków chadeków przegrał jednak z Friedrichem Merzem.

## Życie prywatne
Jest żonaty, ma dwóch synów i córkę.